# 獵戶座V1051
獵戶座V1051，又名BD-10 1258，HD 37808、SAO 150680、HR 1957，是獵戶座的一颗恒星，视星等为6.52，位于銀經214.44，銀緯-20.37，其B1900.0坐标为赤經5h 36m 3.3s，赤緯-10° -20.37′ 40″。